# Füchse Duisburg
Füchse Duisburg je německý klub ledního hokeje, který sídlí ve městě Duisburg ve spolkové zemi Severní Porýní-Vestfálsko. Založen byl v roce 1971 pod názvem Duisburger SC. Svůj současný název nese od roku 2004. Od sezóny 2015/16 působí v Eishockey-Oberlize Nord, třetí německé nejvyšší soutěži ledního hokeje. Klubové barvy jsou černá a červená.
Své domácí zápasy odehrává v Kenston Areně s kapacitou 4 840 diváků.

## Historické názvy
Zdroj:
- 1971 – Duisburger SC (Duisburger Schlittschuhclub)
- 1987 – Duisburger SV (Duisburger Schlittschuhverein 1987)
- 1991 – EV Duisburg (Eislaufverein Duisburg)
- 2004 – Füchse Duisburg

## Přehled ligové účasti
Stručný přehled
Zdroj:
- 1971–1972: Eishockey-Regionalliga Nord (3. ligová úroveň v Německu)
- 1972–1973: Eishockey-Oberliga (2. ligová úroveň v Německu)
- 1973–1979: 2. Eishockey-Bundesliga (2. ligová úroveň v Německu)
- 1979–1981: Eishockey-Bundesliga (1. ligová úroveň v Německu)
- 1981–1991: 2. Eishockey-Bundesliga (2. ligová úroveň v Německu)
- 1991–1992: Eishockey-Landesliga Nordrhein-Westfalen (6. ligová úroveň v Německu)
- 1992–1993: Eishockey-NRW-Liga (5. ligová úroveň v Německu)
- 1993–1994: Eishockey-Regionalliga Nord (4. ligová úroveň v Německu)
- 1994–1998: 1. Eishockey-Liga Nord (2. ligová úroveň v Německu)
- 1998–1999: 1. Eishockey-Liga Nord (3. ligová úroveň v Německu)
- 1999–2001: Eishockey-Oberliga Nord (3. ligová úroveň v Německu)
- 2001–2005: 2. Eishockey-Bundesliga (2. ligová úroveň v Německu)
- 2005–2009: Deutsche Eishockey Liga (1. ligová úroveň v Německu)
- 2009–2010: Eishockey-Regionalliga West (4. ligová úroveň v Německu)
- 2010–2015: Eishockey-Oberliga West (3. ligová úroveň v Německu)
- 2015– : Eishockey-Oberliga Nord (3. ligová úroveň v Německu)

Jednotlivé ročníky
Zdroj:
Legenda: ZČ – základní část, červené podbarvení – sestup, zelené podbarvení – postup, fialové podbarvení – reorganizace, změna skupiny či soutěže
| Německo (1971–) |                                |           |           |                                         |                        |
| Sezóny          | Soutěž                         | Úroveň    | ZČ        | Play-off                                | Poznámky               |
| 1971/72         | Regionalliga Nord              | 3. úroveň | 2. místo  | Baráž o Oberligu (1. místo)             | Postup                 |
| 1972/73         | Oberliga                       | 2. úroveň | 9. místo  |                                         | Reorganizace           |
| 1973/74         | 2. Bundesliga                  | 2. úroveň | 5. místo  |                                         |                        |
| 1974/75         | 2. Bundesliga                  | 2. úroveň | 6. místo  |                                         |                        |
| 1975/76         | 2. Bundesliga                  | 2. úroveň | 3. místo  |                                         |                        |
| 1976/77         | 2. Bundesliga                  | 2. úroveň | 6. místo  | Finálová skupina (5. místo)             |                        |
| 1977/78         | 2. Bundesliga                  | 2. úroveň | 5. místo  | Finálová skupina (4. místo)             |                        |
| 1978/79         | 2. Bundesliga                  | 2. úroveň | 1. místo  |                                         | Postup                 |
| 1979/80         | Bundesliga                     | 1. úroveň | 9. místo  | Finálová skupina (7. místo)             |                        |
| 1980/81         | Bundesliga                     | 1. úroveň | 12. místo | Skupina o udržení (4. místo)            | Sestup                 |
| 1981/82         | 2. Bundesliga Nord             | 2. úroveň | 1. místo  | Baráž o Bundesligu (3. místo)           |                        |
| 1982/83         | 2. Bundesliga                  | 2. úroveň | 2. místo  | Baráž o Bundesligu (2. místo)           |                        |
| 1983/84         | 2. Bundesliga Nord             | 2. úroveň | 3. místo  | Baráž o Bundesligu (4. místo)           |                        |
| 1984/85         | 2. Bundesliga Nord             | 2. úroveň | 4. místo  | Baráž o Bundesligu (6. místo)           |                        |
| 1985/86         | 2. Bundesliga Nord             | 2. úroveň | 4. místo  | Baráž o Bundesligu (7. místo)           |                        |
| 1986/87         | 2. Bundesliga Nord             | 2. úroveň | 5. místo  | Baráž o 2. Bundesligu Nord (1. místo)   |                        |
| 1987/88         | 2. Bundesliga Nord             | 2. úroveň | 8. místo  | Baráž o 2. Bundesligu Nord (3. místo)   |                        |
| 1988/89         | 2. Bundesliga Nord             | 2. úroveň | 5. místo  | Baráž o 2. Bundesligu Nord (1. místo)   |                        |
| 1989/90         | 2. Bundesliga Nord             | 2. úroveň | 2. místo  | Baráž o Bundesligu (8. místo)           |                        |
| 1990/91         | 2. Bundesliga Nord             | 2. úroveň | 9. místo  | Baráž o 2. Bundesligu Nord (2. místo)   | Insolvence, odstoupení |
| 1991/92         | Landesliga Nordrhein-Westfalen | 6. úroveň | ?. místo  |                                         | Postup                 |
| 1992/93         | NRW-Liga                       | 5. úroveň | ?. místo  |                                         | Postup                 |
| 1993/94         | Regionalliga Nord              | 4. úroveň | 2. místo  | Baráž o Oberligu Nord (4. místo)        | Reorganizace           |
| 1994/95         | 1. Eishockey-Liga Nord         | 2. úroveň | 14. místo | Baráž o 1. Ligu Nord (3. místo)         |                        |
| 1995/96         | 1. Eishockey-Liga Nord         | 2. úroveň | 9. místo  | Finálová skupina (9. místo)             |                        |
| 1996/97         | 1. Eishockey-Liga Nord         | 2. úroveň | 10. místo | Osmifinále                              |                        |
| 1997/98         | 1. Eishockey-Liga Nord         | 2. úroveň | 7. místo  | Baráž o 1. Ligu Nord (5. místo)         | Reorganizace           |
| 1998/99         | 1. Eishockey-Liga Nord         | 3. úroveň | 3. místo  | Baráž o 2. Bundesligu, sk. B (8. místo) | Reorganizace           |
| 1999/00         | Oberliga Nord                  | 3. úroveň | 1. místo  | Semifinále                              |                        |
| 2000/01         | Oberliga Nord                  | 3. úroveň | 2. místo  | Finále                                  | Postup                 |
| 2001/02         | 2. Bundesliga                  | 2. úroveň | 14. místo | Skupina o udržení (6. místo)            |                        |
| 2002/03         | 2. Bundesliga                  | 2. úroveň | 9. místo  |                                         |                        |
| 2003/04         | 2. Bundesliga                  | 2. úroveň | 5. místo  | Čtvrtfinále                             |                        |
| 2004/05         | 2. Bundesliga                  | 2. úroveň | 2. místo  | Vítěz                                   | Postup                 |
| 2005/06         | Deutsche Eishockey Liga        | 1. úroveň | 14. místo | Play-out (výhra)                        |                        |
| 2006/07         | Deutsche Eishockey Liga        | 1. úroveň | 14. místo |                                         |                        |
| 2007/08         | Deutsche Eishockey Liga        | 1. úroveň | 15. místo |                                         |                        |
| 2008/09         | Deutsche Eishockey Liga        | 1. úroveň | 16. místo |                                         | Odstoupení             |
| 2009/10         | Regionalliga West              | 4. úroveň | 1. místo  | Finále                                  | Postup                 |
| 2010/11         | Oberliga West                  | 3. úroveň | 2. místo  | Čtvrtfinále                             |                        |
| 2011/12         | Oberliga West                  | 3. úroveň | 4. místo  | Finále                                  |                        |
| 2012/13         | Oberliga West                  | 3. úroveň | 4. místo  | Čtvrtfinále                             |                        |
| 2013/14         | Oberliga West                  | 3. úroveň | 3. místo  | Finálová skupina (3. místo)             |                        |
| 2014/15         | Oberliga West                  | 3. úroveň | 1. místo  | Finále                                  |                        |
| 2015/16         | Oberliga Nord                  | 3. úroveň | 1. místo  | Předkolo                                |                        |
| 2016/17         | Oberliga Nord                  | 3. úroveň | 3. místo  | Čtvrtfinále                             |                        |
| 2017/18         | Oberliga Nord                  | 3. úroveň | 3. místo  | Osmifinále                              |                        |
| 2018/19         | Oberliga Nord                  | 3. úroveň |           |                                         |                        |